# Agkathiá
Agkathiá är en ort i Grekland.   Den ligger i prefekturen Nomós Imathías och regionen Mellersta Makedonien, i den norra delen av landet, 300 km norr om huvudstaden Aten. Agkathiá ligger 14 meter över havet och antalet invånare är 1 459.
Terrängen runt Agkathiá är huvudsakligen platt, men söderut är den kuperad. Terrängen runt Agkathiá sluttar norrut. Runt Agkathiá är det ganska tätbefolkat, med 56 invånare per kvadratkilometer. Närmaste större samhälle är Alexándreia, 8,2 km norr om Agkathiá. Trakten runt Agkathiá består till största delen av jordbruksmark.